# Idrissa Laouali
Idrissa Laouali (ur. 9 listopada 1979 w Maradi) – piłkarz nigerski grający na pozycji defensywnego pomocnika.

## Kariera klubowa
Karierę piłkarską Laouali rozpoczął w klubie AS FNIS Niamey. W jego barwach zadebiutował w 2002 roku w pierwszej lidze nigerskiej. Latem 2004 roku odszedł do Sahel SC. Grał w nim przez pół roku.
W 2005 roku Laouali przeszedł z Sahel SC do burkińskiego klubu Rail Club du Kadiogo. Po dwóch latach występów w tym klubie odszedł do ASFA Yennenga ze stolicy kraju Wagadugu. W latach 2009–2011 trzykrotnie z rzędu wywalczył z nim mistrzostwo Burkiny Faso. W 2009 roku zdobył też Puchar Burkiny Faso i Superpuchar Burkiny Faso. W latach 2011–2012 grał w AS FAN, a od 2013 do 2014 był zawodnikiem gabońskiego AS Mangasport, z którym w sezonie 2013/2014 został mistrzem kraju. W sezonie 2014/2015, ostatnim w karierze, grał w Sahel SC. Został z nim wicemistrzem Nigru.

## Kariera reprezentacyjna
W reprezentacji Nigru Laouali zadebiutował 3 października 2002 w przegranym 1:6 towarzyskim meczu z Marokiem, rozegranym w Rabacie. W 2012 roku został powołany do kadry na Puchar Narodów Afryki 2012, a w 2013 do kadry na Puchar Narodów Afryki 2013. W kadrze narodowej od 2002 do 2012 wystąpił 31 razy.